# Tuvalu op de Olympische Zomerspelen 2016
Tuvalu nam deel aan de Olympische Zomerspelen 2016 in Rio de Janeiro, Brazilië. Atleet Etimoni Timuani was de enige deelnemer. Daarmee had Tuvalu de kleinste olympische equipe van deze Spelen.

## Deelnemers en resultaten
(m) = mannen, (v) = vrouwen 

### Atletiek
| Olympiër           | Discipline | Resultaat | Prestatie          |
| ------------------ | ---------- | --------- | ------------------ |
| Etimoni Timuani VO | 100 m (m)  | series    | series: 11.81 (7e) |